# كليفورد ولز
كليفورد ولز (بالإنجليزية: Clifford Wells) هو مدرب كرة سلة أمريكي، ولد في 17 مارس 1896 في إنديانابوليس في الولايات المتحدة، وتوفي في 15 أغسطس 1977 في غارلاند في الولايات المتحدة.

## روابط خارجية
- كليفورد ولز على موقع قاعة المشاهير الجامعة الوطنية لكرة السلة (الإنجليزية)
- كليفورد ولز على موقع كلية كرة السلة في سبورتس رفرنس.كوم (الإنجليزية)